# Eristalinus sepulchralis
Eristalinus sepulchralis es una especie de sírfido.  Se distribuyen por el paleártico en Eurasia y en el norte de África.